# Desmond Jump
Luis Ortega, (29 de junio de 1986, La Vega, República Dominicana), conocido como Desmond Jump, es un jugador de exhibición de Streetball radicado en España. Debutó en 2010 con la marca deportiva AND1 y realizó una gira con la NBA por varios países europeos. Fue campeón de España en el concurso de Slam Dunks del NBA 5 United con récord de 73-0.
Aunque su estatura es baja, su especialidad son los saltos muy altos, siendo el jugador y dominicano en saltar con más jugadores de la NBA en el mundo, entre ellos, Derrick William, Dwight Howard, Jrue Holiday, Nikola Pekovic, Corey Brewer, Muggsy Bogues y Al Horford.

## Carrera
Desmond Jump es un jugador de streetball, nacido en República Dominicana y nacionalizado español. Es invitado habitual a clínicas de baloncesto, donde exhibe también trucos y habilidades del deporte con corte y estilo más callejero. Estuvo en 2011 junto a Felipe Reyes y Lennon Álvarez en el Campus Novaschool de la provincia de Málaga, asimismo, a torneos organizados por la NBA e instituciones del deporte en España como Lavapiés 3x3 y 5x5, NBA 5 United Tour, NBA 3X, 3X3 NBA BBVA Experience,  entre otros. Entre 2010 y 2014, firmó con And1 como imagen deportiva.
En 2017, representó al equipo de Italia en el Jump 10 realizado en China. En su carrera ha podido jugar junto a AC Green, Bruce Bowen, Rolando Blackman, Ron Harper, Derrick William, entre otros. Ha saltado sobre 5 personas para realizar un slam dunk.

## Trayectoria
- 2004-2006: Ayers Rock (Italia)
- 2007: Gerindote
- 2008-2009: Los Ángeles
- 2010: Virgen del Camino
- 2011-2015: Gira NBA 2011 - 2015[24]
- 2017: Italia en el Jump 10 (China)

### Jugadores de la NBA que ha saltado
- Muggsy Bogues / 1,60 metros
- Jrue Holiday / 1,96 metros
- Derrick Williams / 2,03 metros
- Corey Brewer / 2,06 metros
- Al Horford / 2,06 metros
- Dwight Howard / 2,08 metros
- Nikola Peković / 2,11 metros

## Campeonatos
- Campeón de la NBA 5 United Tour en Madrid (Adidas) 2011[25][26]